# Magsår
Magsår är en gemensam beteckning på sår i magsäckens och i tolvfingertarmens slemhinna,  och är en vanlig åkomma med upp till 15 % i den manliga befolkningen.
Magsår uppstår då skadliga faktorer i magsäcken och tolvfingertarmen övertrumfar de skyddande. De vanligaste orsakerna är infektion med bakterien Helicobacter pylori (H. pylori) och användande av läkemedel av typen NSAID.
Magsår ger buksmärta som främsta symtom, i synnerhet smärta i övre delen av buken. Smärtan är relaterad till måltid (vid ätande antingen uppkommer eller försvinner besvären), personen blir lätt mätt och mår ofta illa.

## Etiologi och patofysiologi
Magsår kan ha en mängd olika etiologiska orsaker. De två vanligaste är infektion med H. pylori och intag av läkemedel av typen NSAID. Även andra orsaker som kan ge eller förvärra magsår finns, men de är ovanligare.

### Infektion medHelicobacter pylori
Helicobacter pylori är en bakterie av typen spiroket. Den är en av få bakterier som klarar sig i den mänskliga magsäckens sura miljö. Detta kan den tack vare: 
- Flageller, som ger möjlighet att ta sig fram i det tröga slemlager som ligger närmast epitelet.
- Adhesiner, vilket gör att bakterien kan adherera (fästa in) till epitelcellerna.
- Ureas, som är ett enzym vilket bryter ner urea till ammoniak och koldioxid. Resultatet blir en höjning av pH och därmed en vänligare miljö för bakterien.

Själva skadan uppkommer av huvudsakligen två anledningar. Dels så blir det en lokal inflammation. Dels så har H. pylori ett toxin vid namn CagA. Den inflammatoriska processen ger skada på epitelet som bryts ned tills att submukosan exponeras. Ca 80 % av personer med magsår har H. pylori-infektion, men endast 20 % av de med infektionen har magsår. H. pylori är således en av de vanligare orsakerna till magsår, men de flesta infekterade utvecklar inte magsår.

### NSAID
Non-Steroidal Anti Inflammatory Drugs (NSAID) är en grupp läkemedel som ger ökad benägenhet för magsår. Detta eftersom NSAID hämmar enzymet COX. COX är involverat vid syntesen av prostaglandiner. Prostaglandiner främjar i sin vid ett antal skyddande mekanismer, såsom produktion av mucin och bikarbonat samt ökar den vaskulära perfusionen. Då dessa skyddande mekanismer minskar vid användning av NSAID så ökar benägenheten för magsår.

### Övriga orsaker
Rökning och alkohol kan vara utlösande eller förvärrande faktorer. Även Zollinger-Ellisons syndrom kan ge magsår.

## Diagnostik

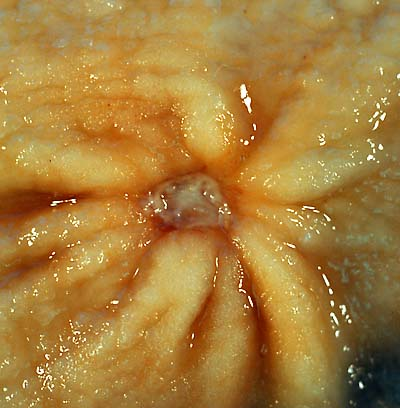
Ett godartat magsår.

Vid diagnostik så är anamnesen viktig, vanligen är magsmärtor det första den drabbade märker. Vid troligt magsår ges behandling för det, och sedan går man vidare med ytterligare undersökningar. Vidare undersökning som görs är gastroskopi där man vid ett eventuellt sår oftast kan se det. Även biopsier kan tas för undersökning av patolog. Infektion med H. pylori kan påvisas med hjälp av biopsier, odling eller snabbtest (till exempel UBT utandningstest)

### Symtom
Symtomen kan innefatta:
- Magsmärtor, som varierar med måltid.
- Hungersugningar
- Känsla av uppsvälldhet, eller mättnad
- Illamående och kräkningar
- Aptitlöshet
- Blod vid kräkning. Kan bero både på magsåret och på skada på matstrupen.
- Melena (mörk illaluktande avföring, på grund av blod)
- Mycket ovanligt kan man få duodenala perforeringar, dvs att hål uppstår i magsäcken. Detta kan ge upphov till akut bukhinneinflammation (peritonit)

Symtomen varierar mellan olika personer och kan även tyda på andra besvär såsom gastroesofageal refluxsjukdom.

## Behandling

### Medicinsk behandling
Målet med behandling är att minska på magsyreproduktionen och surheten i magsäcken samt eradikera H. pylori ifall de kan påvisas. I dagsläget får alla patienter en protonpumpshämmare (till exempel Omeprazol) Andra läkemedel som kan testas ifall protonpumpshämmare inte har önskad effekt är Antacida eller H2-receptorantagonister.
Om det har påvisats H. pylori, elimineras dessa med antibiotika. Framförallt vid duodenalsår (sår i tolvfingertarmen) är sannolikheten att det orsakats av H. pylori väldigt stor, varför det inte alltid testas för innan insättning. Vid ventrikelsår (sår i magsäcken) är sannolikheten att det orsakats av H. pylori mindre, varför man först brukar vilja påvisa förekomst av H. pylori innan insättande av behandling.
Ytterligare ett steg i behandlingen är att ta bort faktorer som förvärrar magsår, exempelvis NSAID, rökning och alkohol.

### Kirurgisk behandling
Kirurgisk behandling är i dagsläget sällan nödvändigt, utan oftast räcker det med medicinsk behandling. Men i de fall där det uppstår komplikationer eller där den medicinska behandlingen inte är tillräcklig, kan kirurgi komma på tal. Det som då brukar utföras är ett borttagande av magsäcken, genom ett operationsförfarande kallas Billroth (I eller II, beroende på storlek). Man opererar bort en bit av magsäcken och kopplar på magsäcksresten på duodenum (Billroth I) eller kopplas magsäcksresten till jejunum (Billroth II).